# Piastrinopatia
La piastrinopatia o trombocitopatia è un'alterazione qualitativa delle piastrine.

## Forme congenite
Possono riguardare un difetto di adesione, di aggregazione o di liberazione del contenuto dei granuli. Tra queste le più importanti sono:
- la sindrome di Bernard-Soulier (difetto della adesione piastrinica)
- la tromboastenia di Glanzmann (difetto dell'aggregazione piastrinica)
- le "Storage Pool Deficiency" (difetto nella reazione di liberazione piastrinica)
- gli "Aspirin-like Defect" (difetti negli enzimi cicloossigenasi o trombossano-sintetasi)
- la sindrome delle piastrine grigie (rara) (mancanza totale o parziale di Alfa-granuli).

### Sindrome di Bernard-Soulier
La sindrome di Bernard-Soulier si caratterizza per la mutazione del gene che codifica per la GpIb e per una piastrinopoiesi inefficace che comporta un ridotto numero di piastrine di dimensioni aumentate e con alterazione dell'adesione.

### Tromboastenia di Glanzmann
La tromboastenia di Glanzmann è un disordine autosomico recessivo caratterizzato dall'alterazione del complesso piastrinico GpIIb/GpIIIa, fondamentale per il legame al fibrinogeno e ad altre molecole di adesione, per la retrazione del coagulo e per l'ingresso del fibrinogeno plasmatico negli αgranuli piastrinici.
La patologia è caratterizzata da un quadro vascuolo-piastrinico emorragico con porpora, ecchimosi, menorragia, gengivorragie ed epistassi frequenti. Il trattamento è sintomatico nel caso di utilizzo di trasfusioni piastriniche nelle gravi emorragie e nella profilassi di interventi chirurgici maggiori.

## Forme acquisite
Possono essere dovute a:
- Eccesso di FDP (prodotti di degradazione fibrina);
- Gammapatie monoclonali;
- Glicogenosi tipo I;
- farmaci: (aspirina, dipiridamolo, indometacina, fenilbutazone, clorpromazina, destrano, alcool etilico);
- carenza di vitamina C;
- sindrome uremica;
- sindrome mieloproliferativa.